# Nicholas Vogel
Nicholas „Nick“ Vogel (* 5. Februar 1990 in San Diego, Kalifornien) ist ein US-amerikanischer Volleyballspieler.

## Karriere
Vogel begann seine Karriere 2004 an der Steele Canyon High School. 2007 wechselte er zur Valhalla High School. Parallel spielte er seit 2006 für den Epic Volleyball Club. 2009 begann der Mittelblocker, der auch die deutsche Staatsbürgerschaft besitzt, sein Studium an der University of California, Los Angeles und spielte dort im Team der UCLA Bruins. Im gleichen Jahr nahm er mit der Junioren-Nationalmannschaft der USA an der Weltmeisterschaft in Pune teil, bei der die Amerikaner den achten Rang belegten. 2011 erreichte er mit der A-Nationalmannschaft bei den Panamerikanischen Spielen in Guadalajara den fünften Platz. Nach dem Ende seiner Universitätskarriere ging Vogel 2012 zum griechischen Verein Panathinaikos Athen. 2013 wechselte er zum deutschen Bundesligisten TV Bühl und 2014 zum Ligakonkurrenten VfB Friedrichshafen. Mit Friedrichshafen gewann Vogel im Endspiel gegen die SVG Lüneburg den DVV-Pokal 2014/15. Ende März musste er die Saison aus gesundheitlichen Gründen vorzeitig beenden und verpasste so die Teilnahme am Playoff-Finale um die deutsche Meisterschaft gegen die Berlin Recycling Volleys.